# Nehézsúlyú ökölvívás a 2008. évi nyári olimpiai játékokon
Ökölvívó küzdelmek nehézsúlyban a 2008. évi nyári olimpiai játékokon.
Résztvevők száma : 16

## Nyolcaddöntők
| Győztes:         | Vesztes:             | Pontozás: |
| ---------------- | -------------------- | --------- |
| Osmay Acosta     | Olanrewaju Durodola  | 11 : 1    |
| Ilíasz Pavlídisz | Milorad Gajović      | 7 : 3     |
| John M’Bumba     | Julio Blanco         | 11 : 5    |
| Rahim Csahkijev  | Ali Mazáheri         | 7 : 3     |
| Deontay Wilder   | Abd el-Azíz Túílbíni | 10 : 4    |
| Mohammed Arzsávi | Brad Pitt            | 11 : 6    |
| Olekszandr Uszik | Nijiati Yushan       | 23 : 4    |
| Clemente Russo   | Viktar Zujev         | 7 : 1     |

## Negyeddöntők
| Győztes:        | Vesztes:         | Pontozás: |
| --------------- | ---------------- | --------- |
| Osmay Acosta    | Ilíasz Pavlídisz | 7 : 4     |
| Rahim Csahkijev | John M’Bumba     | 18 : 9    |
| Deontay Wilder  | Mohammed Arzsávi | 10+ : 10  |
| Clemente Russo  | Olekszandr Uszik | 7 : 4     |

## Elődöntők
| Döntőbe jut:    | Bronzérmesek:  | Pontozás: |
| --------------- | -------------- | --------- |
| Rahim Csahkijev | Osmay Acosta   | 10 : 5    |
| Clemente Russo  | Deontay Wilder | 7 : 1     |

## Döntő
| Aranyérmes:     | Ezüstérmes:    | Pontozás: |
| --------------- | -------------- | --------- |
| Rahim Csahkijev | Clemente Russo | 4 : 2     |